# HD 3444
HD 3444，又名CP-65 58，SAO 248225、HR 160，是一颗恒星，视星等为6.42，位于銀經305.46，銀緯-51.93，其B1900.0坐标为赤經0h 32m 13.2s，赤緯-65° -51.93′ 29″。